# Miasto niedźwiedzia (powieść)
Miasto niedźwiedzia (oryginalny tytuł w Szwecji: Björnstad) – powieść Fredrika Backmana. Historia opowiada o wydarzeniach, które doprowadziły do gwałtu na 15-letniej dziewczynce przez znanego hokeistę, a także o konsekwencjach dla wszystkich mieszkańców tego miasteczka.

## Fabuła
Peter Andersson jest dyrektorem generalnym klubu hokejowego w Björnstad, małym mieście w Szwecji. Peter dorastał w Björnstad i był juniorską gwiazdą hokeja. Wyjechał do Kanady, aby grać w NHL, ale kontuzje przerwały jego karierę. Ożenił się z Mirą, prawniczką z dużego miasta, a ich pierworodny syn, Isak, zmarł, gdy był jeszcze dzieckiem. Postanowili wrócić do Björnstad wraz z innymi dziećmi, Mayą i Leo, kiedy Peterowi zaproponowano pracę w klubie hokejowym. Maya i jej najlepsza przyjaciółka Ana mają różne zainteresowania, ale są sobie oddane. Ana mieszka ze swoim ojcem, a jej matka wyjechała, przez co spędza dużo czasu z rodziną Anderssonów.
Amat to 15-latek, który wyemigrował do Szwecji, gdy był małym chłopcem, wraz z matką Fatimą. Są biedną rodziną, Fatima pracuje jako dozorca na hali hokejowej klubu Björnstad. Wspiera oddanie Amata hokejowi na lodzie, chłopak z niezwykłą prędkość porusza się na łyżwach. Często chodzi z Fatimą na lodowisko, zanim zostanie otwarte i pracuje nad swoimi umiejętnościami łyżwiarskimi. Zwraca to uwagę Sune, weterana drużyny A, która jest drużyną na najwyższym poziomie w klubie Björnstad.
Kevin Erdahl to gwiazda juniorskiej drużyny Björnstad, w skład której wchodzą zawodnicy, którzy ukończyli 17 lat. Talent Kevina jest tak wyjątkowy, że cała drużyna juniorów została zbudowana wokół niego, odkąd miał około siedmiu lat. David jest obecnym trenerem drużyny juniorów, który awansował, aby trenować zawodników w każdej kolejnej grupie wiekowej. David, Sune, Peter, prezes, dyrektorzy i sponsorzy klubu hokejowego oczekują sukcesu drużyny Kevina. Akcja powieści rozwija się, gdy zespół i społeczność przygotowują się do kluczowej gry półfinałowej. Uznając, że brak szybkości jest słabością, Sune i David zgadzają się dodać Amata do zespołu jako niepełnoletniego juniora, aby zwiększyć swoje szanse. Björnstad wygrywa półfinał, ponieważ drużyna przeciwna nie była przygotowana do obrony szybkości Amata.
W noc półfinałowego zwycięstwa rodzice Kevina są poza miastem. Daje to Kevinowi możliwość zorganizowania dużej imprezy dla swojego zespołu i wielu znajomych ze szkoły. Na imprezie wielu nastolatków jest pijanych lub naćpanych, a członkowie zespołu chwalą się, że uprawiają seks z kibicującymi im fankami. Maya i Ana uczestniczą w przyjęciu, ale spierają się o zachowanie Mayi podczas imprezy. Maya i Kevin wymykają się do sypialni na piętrze, żeby spędzić czas we dwoje. Maya jednak opiera się zalotom Kevina, a on nie daje jej odejść i ją gwałci. Amat, pijany jak pozostali, który darzy uczuciem Mayę, szuka jej po długiej nieobecności i potyka się, wpadając do pokoju Kevina, gdzie zostaje świadkiem gwałtu. Maya wykorzystuje wtargnięcie Amata, aby uwolnić się od Kevina.
Maya jest zdruzgotana atakiem Kevina i nie wie, co ma zrobić w tej sytuacji. Przez tydzień ukrywa prawdę, po czym w końcu mówi rodzicom, co się stało. Mira jest wściekła. Ma nadzieję, że dzięki pozycji Petera, który jest dyrektorem generalnym klubu hokejowego, zgłoszenie przestępstwa usunie Kevina z zespołu i zniweczy jego szanse w kolejnym meczu, który odbędzie się tego dnia. Rodzina zgłasza gwałt, a Kevin zostaje zabrany z autobusu zespołu tuż przed wyjazdem na finałowy mecz. Nikt z zespołu nie został poinformowany, dlaczego zawodnik został wyprowadzony. Nie mają pojęcia, co się stało. Grają w finale bez Kevina i mimo że po dwóch tercjach mają prowadzenie 3:2, przegrywają.
Policja postanawia nie oskarżać Kevina o gwałt, ponieważ dostępne dowody nie są wystarczające, pomimo zeznań Amata jako świadka. Maya nadal cierpi i decyduje, że musi się zabić lub zabić Kevina. Ponieważ ojciec Any jest myśliwym, a Ana nauczyła się od niego strzelać z broni, Maya prosi ją, aby nauczyła ją strzelać ze strzelby. Nie mówiąc Ani, co planuje, Maya bierze strzelbę z szafki na broń ojca Any i konfrontuje się z Kevinem. Kevin, również rozdarty świadomością tego, co zrobił, gdy Maya nakazuje mu uklęknąć przed nią, robi to. Maya pociąga za spust, ale broń okazuje się niezaładowana. Maya mówi, że strach, który Kevin odczuwał w chwili, gdy pociągnęła za spust, będzie go prześladował przez resztę życia, tak jak ją gwałt.
Na końcu powieści ukazane są wydarzenia z kolejnych dziesięciu lat, kiedy to Kevin w końcu odnajduje szczęście z kobietą, a Maya zostaje popularną gitarzystką i gra koncert w mieście, w którym mieszka Kevin i jego żona.

## Bohaterowie
- Maya Andersson, 15-letnia dziewczyna, córka Petera, która uwielbia grać na gitarze
- Kevin Erdahl, wybitny młody hokeista, który jest gwiazdą swojej juniorskiej drużyny
- Ana, najlepsza przyjaciółka Mayi
- Mira (lub w zależności od tłumaczenia Kira) i Peter, rodzice Mayi. Mira jest prawnikiem, a Peter jest dyrektorem generalnym klubu hokejowego
- Rodzice Kevina, nie wymieniono ich imion w książce
- Amat, zawodnik młodszej drużyny, który jest promowany do gry w juniorskiej drużynie Kevina
- Fatima, matka Amata
- Benji, najlepszy przyjaciel Kevina
- David, trener juniorskiej drużyny hokejowej
- Bobo, Filip i William Lyt, koledzy z drużyny Kevina i Benjiego
- Sune, trener drużyny seniorów
- Ramona, właścicielka miejscowego pubu
- Maggan Lyt, matka Williama
- Jeanette, nauczycielka w miejscowym liceum
- Ann-Katrin i Hog, rodzice Bobo
- Adri, Katia i Gaby, starsze siostry Benjiego
- bezimienny basista, który zostaje przyjacielem Benjiego
- Leo, syn Petera

## Adaptacja HBO Nordic
Od 18 października 2020 na HBO GO dostępny jest serial Miasto niedźwiedzia (serial telewizyjny) oparty na powieści Fredrika Backmana. Adaptacja została zrealizowana przez HBO Nordic.